# Marrubiu
Marrubiu là một đô thị ở tỉnh Oristano trong vùng Sardinia, có khoảng cách khoảng 70 km về phía tây bắc của Cagliari và cách khoảng 15 km về phía nam của Oristano. Tại thời điểm ngày 31 tháng 12 năm 2004, đô thị này có dân số 5.034 người và diện tích là 61,2 km².
Marrubiu giáp các đô thị: Ales, Arborea, Morgongiori, Santa Giusta, Terralba, Uras.